# Jonathan Blow
Pour les articles homonymes, voir Blow.
Jonathan Blow (né en 1971) est un game designer et développeur de jeux vidéo américain. Il a notamment conçu Braid, qui a remporté l’Independent Games Festival en 2008, catégorie « Innovation in Game Design ».
Le magazine britannique Edge lui a décerné la septième place dans son classement des « 25 héros de l’industrie du jeu vidéo en 2008 », déclarant que Braid est un des meilleurs jeux de l’année. La même année, il est reconnu comme l’un des « treize pionniers de l’année » par le Game Developer Magazine.
Il fait partie des fondateurs de l'Indie Fund, qui a pour but de financer la création des jeux vidéo indépendants.
Son jeu suivant, The Witness sur PC et PlayStation 4, est sorti le 26 janvier 2016. La version Xbox One est sortie le 13 septembre 2016.
Lors d'une conférence à PRACTICE 2014, Jonathan Blow nommera Game 3 son prochain projet, qui s'étalera sur 20 ans. La volonté est de fournir un jeu d'une qualité croissante et donc d'allonger les temps de production par rapport à ses jeux précédents : Braid (3 ans) et The Witness (7 ans). Comme il ne souhaite cependant pas s'investir de nouveau dans un long projet comme The Witness, Game 3 s’apparentera à un jeu épisodique avec une sortie tous les 2 à 3 ans. Les jeux ne seront pas liés par leur scénario, mais plutôt par leur gameplay.

## Ludographie
- 2008 - Braid
- 2016 - The Witness
- Baba Is You, testeur.